# Shunzo Ono
Shunzo Ono (大野 俊三, Ono Shunzo) est un footballeur japonais né le 29 mars 1965 dans la préfecture de Chiba au Japon.